# Automuseum Asendorf
Das Automuseum Asendorf war ein privat geführtes Automobil-Museum im niedersächsischen Asendorf.

## Beschreibung
Joachim Pett hatte das Museum 1980 eröffnet. Im Oktober 2010 schloss er es. Im Januar 2011 wurde berichtet, dass Uwe Hoss und Eberhard Rädisch mit einer neuen Betreibergesellschaft den Museumsbetrieb fortführen wollen. Bis etwa 2017 war es noch geöffnet.
Die Touristinformation der Gemeinde Asendorf schrieb seit mindestens 12. Mai 2021, dass das Museum geschlossen sei. Die Internetseite des Museums liefert seit mindestens November 2021 keinen Inhalt mehr zum Museum.

## Ausstellung
Es waren etwa 60 Fahrzeuge ausgestellt, die die Epoche zwischen 1880 und 1970 mit Schwerpunkt auf Kleinwagen abdeckten. Diese wurden durch jeweils zeitgenössische Accessoires und Spielzeug, etwa Modellautos, ergänzt. 
Jedes Jahr wurde einem besonderen Ausstellungsschwerpunkt gewidmet. Einmal im Jahr fand das Asendorfer Oldtimertreffen auf dem Gelände des Museums statt.